# Beretta ARX-160
Bei dem ARX-160 handelt es sich um ein Sturmgewehr der italienischen Firma Beretta.
Das Gewehr wurde im Juni 2007 in der italienischen Waffenzeitschrift „Armi e Tiro“ noch vor der Bekanntgabe durch den Hersteller der Öffentlichkeit vorgestellt. Die offizielle Vorstellung des ARX-160 erfolgte auf der MILIPOL 2007 in Paris. Es ist Teil des Modernisierungsprogrammes Soldato Futuro der Italienischen Streitkräfte.
Neben einem schnell auswechselbaren Lauf im Kaliber 5,56 × 45 mm kann es optional mit einem als GLX-160 bezeichneten 40-mm-Granatwerfer ausgestattet werden.

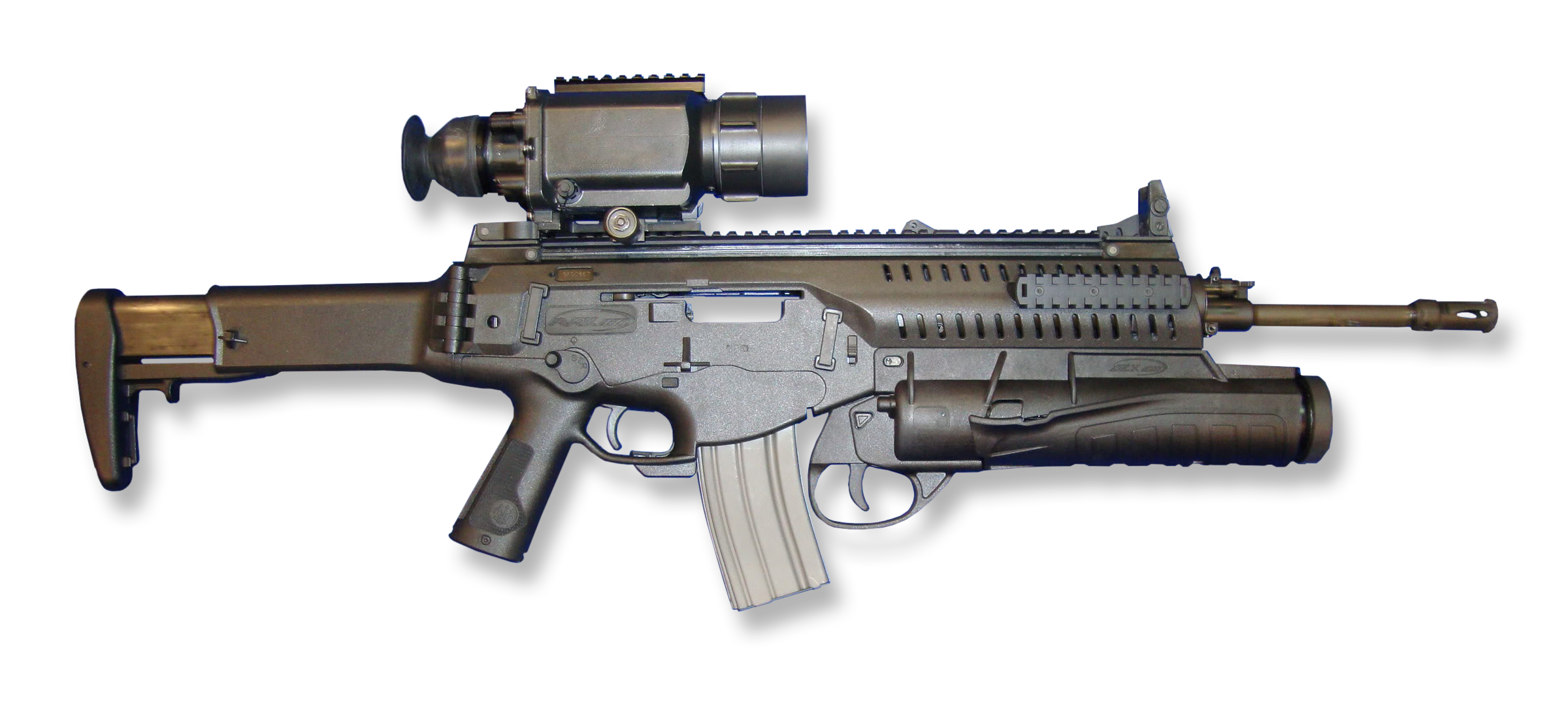
Beretta AR mit Wärmebildvisier und Unterlauf-Granatwerfer

## Nutzer

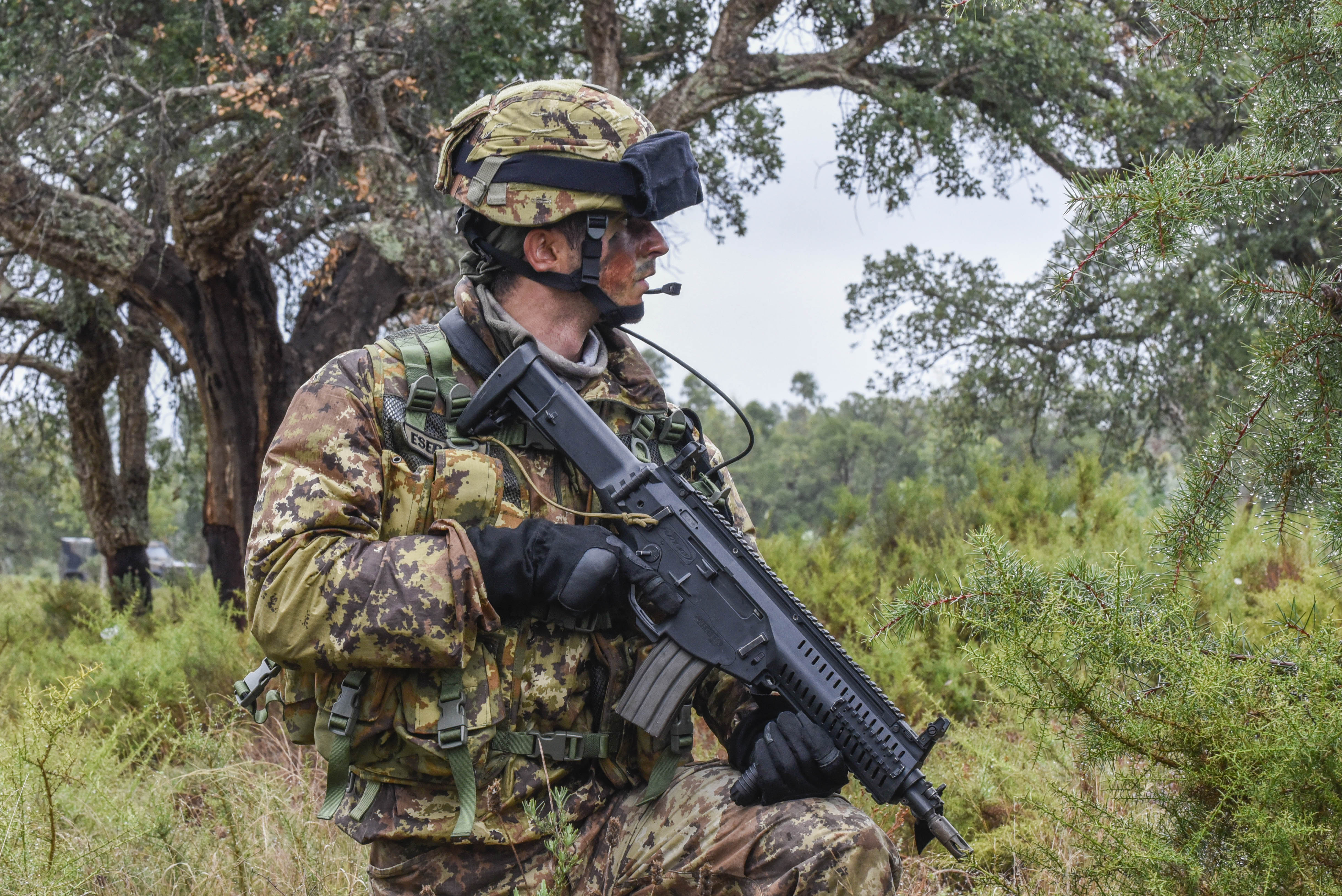
Lagunari-Aufklärer mit einem ARX-160

- Italien: Umfassend eingeführt
- Ägypten
- Mexiko: Strafvollzugsbehörden